# Банатска државна стража
Банатска државна стража је назив за квислиншку оружану формацију која је деловала на подручју аутономног Баната у саставу окупиране Србије у Другом светском рату. Ову формацију је организовала фолксдојчерска управа Баната и чинили су је већином локални Немци.

## Историја
У почетку окупације је полицијску службу у Банату вршио Deutsche Mannschaft у црним кошуљама и црној униформи. Уредба квислиншке српске владе о организацији Српске државне страже изричито предвиђа да ће окружно начелство у Банату само донети прописе за полицијску извршну службу, граничну стражу и ватрогасну службу на територији Баната.
Банатска државна стража формирана је почетком 1942. године. Централна полицијска установа за цео Банат била је полицијска префектура у Петровграду. Префект полиције у Банату и генерал Банатске државне страже био је Франц Рајт (Franz Reith). Банатска државна стража је у почетку била део Српске државне страже, али је касније потпуно одвојена од српских органа, а 1943. године је потчињена СС-у. Снага Банатске државне страже је бројала максимално 1.500 људи.
У сарадњи са Службом безбедности, ове снаге су се бориле против комунистичких устаника, примењујући некад и силу против ненаоружаног становништва.